# Gainesville (Alabama)
Gainesville es un pueblo ubicado en el condado de Sumter en el estado estadounidense de Alabama. En el censo de 2000, su población era de 220. 

## Demografía
En el 2000 la renta per cápita promedia del hogar era de $ 10.938$, y el ingreso promedio para una familia era de 13.750$. El ingreso per cápita para la localidad era de 16.176$. Los hombres tenían un ingreso per cápita de 25.625$ contra 15.625$ para las mujeres.

## Geografía
Gainesville está situado en 32°49′2″N 88°9′29″O / 32.81722, -88.15806 (32.817317, -88.158026).
Según la Oficina del Censo de los EE. UU., la ciudad tiene un área total de 1.71 millas cuadradas (4.44 km²).